# IC 5148
IC 5148 је планетарна маглина у сазвјежђу Ждрал која се налази на листи објеката дубоког неба у Индекс каталогу.
Деклинација објекта је - 39° 23' 6" а ректасцензија 21h 59m 35,1s. Привидна величина (магнитуда) објекта IC 5148 износи 11,0 а фотографска магнитуда 12,9. IC 5148 је још познат и под ознакама IC 5150, PK 2-52.1, ESO 344-PN5, AM 2156-393.